# Xenocheira fasciata
Xenocheira fasciata is een vlokreeftensoort uit de familie van de Aoridae. De wetenschappelijke naam van de soort is voor het eerst geldig gepubliceerd in 1879 door Haswell.